# Tough (manga)
Kōkō tekken-den Tough (高校鉄拳伝タフ?, Kōkō tekken-den Tafu) è un manga seinen di Tetsuya Saruwatari, distribuito in Giappone dal 1994 al 2003. Una seconda serie manga, seguito ufficiale e intitolata semplicemente Tough (TOUGH—タフ—?, Tafu), è stata pubblicata dal 2004 al 2012.
In Italia la prima serie è inedita, mentre la seconda è pubblicata da Panini Comics con il titolo Tough.
Dal 2004 è pubblicato anche uno spin-off, dal titolo Oton (おとん?), edito su Business Jump, del quale sono usciti fino ad ora due volumi. Non è stato pubblicato in Italia.